# Parafia św. Mikołaja w Juneau
Parafia św. Mikołaja – parafia prawosławna w Juneau. Jedna z pięciu parafii tworzących dekanat Sitka diecezji Alaski Kościoła Prawosławnego w Ameryce.
Parafia powstała z inicjatywy części mieszkańców Juneau, członków plemienia Tlingit. Poprosili oni rosyjskiego biskupa Sitki i Alaski o przysłanie do miasta misjonarzy, nie chcąc dołączyć do protestanckiej, anglojęzycznej parafii (Rosyjski Kościół Prawosławny organizował na Alasce parafie, w których używane były miejscowe języki: tlingit oraz aleucki). W roku jej powstania, dzięki wsparciu finansowemu z Rosji, została wzniesiona drewniana cerkiew.
Parafia zachowała pierwotny charakter etniczny. 